# Île Hawadax
Île Hawadax (aléoute: Hawadax ; russe : Крысий) est une île de l'archipel des îles Rat, dans l'ouest des îles Aléoutiennes, dans l'État américain de l'Alaska.

## Histoire
L'île était autrefois connue sous le nom de Rat Island jusqu'en mai 2012, date à laquelle elle a été renommée Île Hawadax, qui est un nom aléoute signifiant « entrée » et « bienvenue »,. L'île a une superficie de 75 km2 et aucune population permanente. Elle se trouve dans le refuge faunique national maritime d'Alaska . Sa longueur est de 15 km et sa largeur de 5 km.

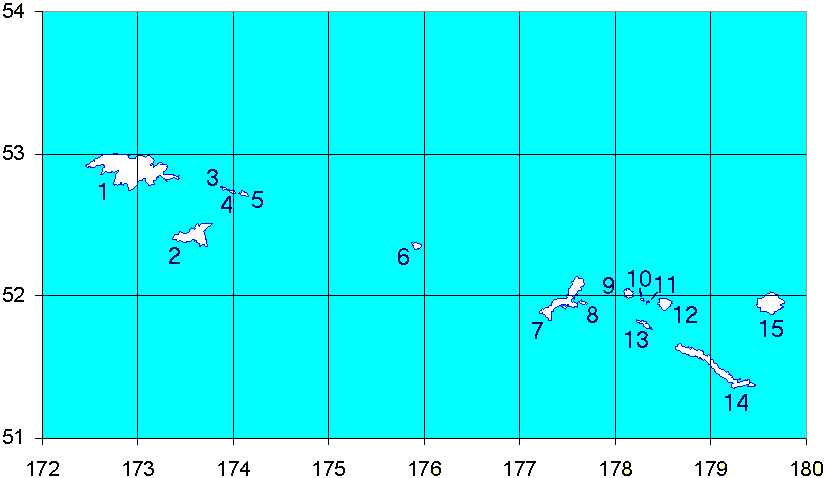
Île Hawadax (no 13).

L'ancien nom est la traduction anglaise du nom donné aux îles par le capitaine Fyodor Petrovich Litke en 1827 lorsqu'il a visité les îles Aléoutiennes lors d'un voyage autour du monde.
Les îles Rat sont très sujettes aux tremblements de terre car elles se trouvent à la limite des plaques tectoniques du Pacifique et de l'Amérique du Nord. En 1965, il y a eu un tremblement de terre majeur de magnitude 8,7 dans les îles Rat .

## Conservation et restauration
L'île était fortement infestée de rats bruns (Rattus norvegicus), qui sont considérés comme une espèce envahissante nuisible en raison de leur impact négatif sur la population d'oiseaux sauvages nichant au sol.
Les rats sont arrivés sur l'île avant 1780 en raison d'un naufrage japonais. Depuis lors, les rats ont eu un effet dévastateur sur les oiseaux marins locaux qui n'ont pas de défenses naturelles contre les rats. Des rats envahissants sont également présents sur 16 autres îles de la chaîne des Aléoutiennes.
En 2007, le FWS qui gère le refuge, élaborait des plans pour éradiquer les rats. Le plan d'éradication est calqué sur un plan réussi pour éliminer le renard arctique de diverses îles Aléoutiennes, où il a été délibérément introduit pour la reproduction. En septembre 2008, le Fish and Wildlife Service, en partenariat avec Island Conservation et The Nature Conservancy, a éradiqué les rats bruns avec la première utilisation aérienne d'appâts dans l'État de l'Alaska,,,,. Une certaine mortalité non ciblée était attendue, mais la quantité réelle dépassa ce qui était prévu. Le Conseil ornithologique a rapporté que plus de 420 oiseaux ont été tués à la suite du programme d'éradication des rats. Quarante-six pygargues à tête blanche sont morts (dépassant la population connue de 22 pygargues à tête blanche sur l'île), et l'analyse toxicologique a révélé des niveaux létaux de brodifacoum dans 12 des 16 carcasses testées. Sur les 320 carcasses de goélands à ailes glauques collectées, les tests de toxicologie impliquaient le brodifacoum dans 24 des 34 testés. Cinquante-quatre carcasses de 25 autres espèces d'oiseaux ont été trouvées. À l'exception des pygargues à tête blanche, la plupart des populations d'oiseaux étudiées ont augmenté en abondance, de sorte que les impacts sur les espèces non ciblées seront probablement temporaires.
En juin 2009, l'île a été déclarée exempte de rats pour la première fois en 229 ans, bien que le site ait été continuellement surveillé pendant encore deux ans pour confirmation. Le rapport a révélé que l'entrepreneur principal utilisé par le FWS, Island Conservation, avait largué plus d'appâts toxiques qu'ils ne l'avaient demandé, y compris des appâts destinés à être conservés en réserve. Le FWS a demandé au Conseil ornithologique de déterminer si Island Conservation avait dépassé la limite de leurs quantités de poison, mais le Conseil a décidé de ne pas traiter les « questions juridiques ». À partir de 2011, l'État de l'Alaska a émis un avis de violation et l'application de la loi FWS. Steve Delehanty, le directeur du Refuge faunique national maritime d'Alaska (qui comprend l'île) a déclaré: « C'était une expérience d'apprentissage, et nous avons fait des erreurs ensemble ». Cependant, il a également déclaré: « Si vous faites le calcul, ce fut un succès de conservation éclatant ». Les résultats du suivi post-éradication ont montré une forte réponse positive en termes de populations d'oiseaux,.

## Voir également